# Вилаприоло
Вилаприоло је насеље у Италији у округу Ена, региону Сицилија.
Према процени из 2011. у насељу је живело 580 становника. Насеље се налази на надморској висини од 570 м.